# Mollisia umbrina
Mollisia umbrina är en svampart som tillhör divisionen sporsäcksvampar, och som beskrevs av Karl Starbäck. Mollisia umbrina ingår i släktet Mollisia, och familjen Dermateaceae. Arten är reproducerande i Sverige.